# Zeuxia roederi
Zeuxia roederi är en tvåvingeart som först beskrevs av Villeneuve 1932.  Zeuxia roederi ingår i släktet Zeuxia och familjen parasitflugor. Inga underarter finns listade i Catalogue of Life.